# Технически съоръжения по теснолинейката Септември - Добринище
Теснопътната железопътна линия Септември – Добринище е строена на шест етапа между 1921 и 1945 година. Първата отсечка Септември – Велинград е пусната в редовна експлоатация на 1 август 1926 г. Общата ѝ дължина е 125 km и има множество изкуствени съоръжения – тунели, мостове, водостоци и спираловидни изкачвания.

## Септември – Велинград
В този участък има изградени 10 тунела с обща дължина 380 m, които са прокопани в здрава скала, стените им са иззидани с ломени камъни, а сводовете и порталите с изкуствени бетонови блокчета. Железопътната линия преминава три пъти Чепинска река чрез мостове. Първият е след гара Варвара при km 6+800, който е железен и е с 19 m отвор над реката и свод 5 m над шосето. За облекчаване на движението в този участък и за преминаване на по-големи камиони, през 2014 г. се извършват ремонтни дейности за разширяване на свода. Вторият мост е изграден на km 16+400. Той е железобетонен и е с 25 m отвор над реката. Малко преди навлизане в гара Долене при km 20+250, линията пресича реката чрез железобетонен мост с 19 m отвор. Освен тях чрез железобетонен мост с 8 m отвор при km 14+050, линията преминава над река Каркария. При km 36+700 железопътната линия преминава над река Мътница чрез железен мост с 24 m отвор, а при km 37+830 преминава чрез железен мост с 16 m отвор над река Бистрица.
При строежа на отсечката Септември – Велинград са използвани 97 тона взрив, 262 000 капсули, 260 km бикфордов фитил, а за извършването на всички зидарии е използван 1900 тона цимент. За строителните дейности и доставките са използвани 76 милиона лева.

## Велинград – Белица
Теренът, през който преминава железопътната линия е планински и много тежък за прокарване на линия. Преди започване на строежа няма никакви пътища по тези места. Първата работа на строителните секции е да прокарат необходимите пътища, за да може по тях да се превозват всички материали, инвентарни предмети, сечива, строителни материали за постройките и хранителни стоки за персонала и работниците. Без пътища е невъзможно и движението на персонала по линията при извършване на ръководната и контролната си работа.
Както за останалите строящи се железопътни линии, така и за тази са изработени подробни табеларни и графически програми за землените и скалните работи, мостовете, подпорните стени, тунелите, полагането на релсовия път и баластирането. Те се извършват изключително по стопански начин.
През 1937 г. се развиват големи строителни дейности по отсечката Велинград – Якоруда, където са построени 25 тунела, 9 големи моста, 57 водостоци, 24 големи подпорни стени и множество укрепителни, землени, скални и други работи. Само за няколко месеца са завършени всички приемни и обслужващи сгради по железопътната линия, необходими на службите по движението и поддържането. Поради трудния и скъп превоз на материалите за сградите в планинския терен, особено на тухлите, се налага да се правят по протежение на линията и то на такива места, че след направата им да се возят по обектите от горе надолу, за да се избегне изкачването. Поройните дъждове са причина тухлите да се правят няколко пъти. Липсата на майстори и поройните дъждове са причина за отлагане на строежа на сградите за септември 1937 г. Към всички сгради са построени тоалетни, бараки, фурни, кладенци и водопроводи.
| име на гарата или спирката | постройка |
| -------------------------- | --- |
| Бистрица                   | проста пазачница с чакалня |
| Острец                     | проста пазачница с чакалня |
| Острец                     | служебно жилище за чета (чета в смисъл на малобройна група ремонтираща/поддържаща железният път чрез ползване на или ръчни ,или инструменти задвижвани чрез ел.ток ,която група от цивилни жп работници действа всеки делничен ден на осемчасов трудов договор) и нейния ръководител            |
| Цветино                    | двойна пазачница и чакалня |
| Света Петка                | малко приемно здание |
| Пашово                     | проста пазачница с чакалня |
| Аврамово                   | двойна пазачница с чакалня |
| Аврамово                   | служебно жилище за чета и ръководителя ѝ |
| Смолево                    | проста пазачница |
| Черна Места                | двойна пазачница с чакалня |
| Черна Места                | проста пазачница |
| Якоруда                    | малко приемно здание с рампа и складово помещение |
| Дагоново                   | проста пазачница с чакалня |
| Дагоново                   | жилище за чета и нейния надзирател |
| Белица                     | проста пазачница |
| Белица                     | приемно здание с рампа и складово помещение |
| Белица                     | жилище за чета и надзирателя ѝ |
| Белица                     | жилище за 4 семейства |
| Белица                     | Казарма за подкладвачи (т.е. цивилен персонал поддържащ локомотивните пещни скари димни камери) и въгленари (т.е. цивилен персонал в парния локомотив чиято отговорност е да почиства своевременно натрупалата се шлака или по пещта, или под нея и да го снабдява или с въглища , или с пясък) |
| Белица                     | служебно здание с резервни стаи за почивка на влаковия персонал |

По отсечката Велинград – Якоруда – Белица са построени 356 моста и водостока. Всички работи по линията, с изключение на железобетоновия мост с отвор 8 m над река Шейтанка при 59+754,58 km, който е построен чрез предприятие, са извършени по стопански начин с наемни работници, с редовни и временни трудоваци, с безработни групи и с войници пионери.
| количество | вид на съоръжението                 | отвор (m)        |
| ---------- | ----------------------------------- | ---------------- |
| 1          | плочен водосток                     | 0,30             |
| 8          | плочен водосток                     | 0,40             |
| 41         | открит водосток                     | 0,60             |
| 2          | открит водосток                     | 0,80             |
| 248        | плочен водосток                     | 0,80             |
| 10         | сводов водосток                     | 0,80             |
| 16         | плочен водосток                     | 1,00             |
| 2          | плочен водосток                     | 1,50             |
| 1          | сводов водосток                     | 1,50             |
| 13         | плочен водосток                     | 2,00             |
| 1          | сводов водосток                     | 2,00             |
| 2          | сводов водосток                     | 3,00             |
| 3          | железобетонов мост                  | 4,00             |
| 1          | сводов каменен мост                 | 4,00             |
| 1          | железобетонов мост (надлез)         | 4,20             |
| 2          | железобетонов мост                  | 5,00             |
| 1          | сводов каменен мост                 | 2Х5,00           |
| 1          | железобетонов мост                  | 6,00             |
| 1          | железобетонов мост                  | 8,00             |
| 1          | железобетонов мост                  | 10,00            |
| 1          | сводов каменен мост                 | 10,00            |
| 1          | сводов каменен мост                 | 1Х10,00 + 2Х6,00 |
| 1          | сводов каменен мост                 | 3Х12,00          |
| 1          | сводов железобетонов мост           | 14,00            |
| 1          | сводов триставен железобетонов мост | 15,00            |
| 1          | сводов железобетонов мост           | 18,00            |

За да се извърши по стопански начин строежът на тунели, мостове, водостоци, подпорни стени, землени и скални работи, сгради, вадене на баласт и полагане на релсовия път, или да се извършат 14 515 m3 зидарии, 172 870 m3 землени и скални работи, да се извадят и натрошат 42 000 m3 камъни, да се построят 11 сгради с необходимите бараки, тоалетни и фурни, да се положи и баластира 51 km релсов път за 9 месеца от април до декември 1937 г., необходими са 1500 – 1800 души работници и майстори, които работят непрекъснато на три смени по тунелите, мостовете и големите изкопи.
Последните значими ремонтни дейности по железопътната линия са извършени в периода от 23 юни до 23 август 2014 г. Направена е частична подмяна с по-тежки релси, дървени траверси, балансиране на железния път и отводнителни дейности, както и укрепване на скални откоси между гарите Варвара – Долене и Велинград – Цветино. Подменен е железопътния мост над Чепинска река след Варвара при km 6+783, за да се позволи преминаването на по-големи камиони през Чепинското дефиле. По време на ремонтните дейности е преустановено движението на влакове по цялата линия Септември – Добринище, а пътниците са извозвани с автобуси, които спират на всички гари по трасето.

## Тунели
По цялата железопътна линия са прокопани 35 тунела с обща дължина 2857,86 m. В отсечката Септември – Велинград са изградени 10 тунела с обща дължина 380 m, а от Велинград до Якоруда са останалите 25 тунела с обща дължина 2477,86 m.
Тунелите между Велинград и Якоруда са прокопавани по белгийска и австрийска система. По-голямата част са по белгийската. При нея се започва във всички тунели, поради малката им дължина, само с горна галерия. След достатъчно напредване на галерията навътре в тунела следва отзад разширението на калотата, а непосредствено след това следва зидането на сводовата зидария. Дебелината ѝ зависи от здравината на терена и евентуалното налягане, което би се появило впоследствие. Под иззидания свод започва разширение на щроса. Най-напред се пробива прозорец (шлиц) на височината на нивелетата с такава широчина, че да може в него свободно да се движат вагонетки, с които да се изнасят изкопаните напред скални маси и да се внасят с тях необходимите материали за подпирането и зидането на пиедритите. След прокопаването на прореза следва разширяване на щроса по зони, шахматно. Това се извършва, за да се избегне откриване на големи плоскости, с големи налягания, които биха предизвикали евентуални срутвания на иззидания по-рано, но недобре подпрян свод. След като се иззида напълно единия пиедрит и подпре с него едната страна иззидания от по-рано свод, започва избиването на срещуположната страна на същата зона, а след това и иззиждането на другия пиедрит. При постепенното избиване на щроса от едната или другата страна на тунела иззидания отгоре свод се подпира със здрави дървени подпори – бути. След откриване целия профил на единия пиедрит следва веднага иззиждането на последния. Свода не се оставя да лежи на подпорите дълго време. Последователно, шахматно се иззиждат пиедритите от всички зони в тунела. След това следва избиване на канала и иззиждането му.
При работата по австрийската система се открива и подпира целия профил на тунела, след което следва последователното му иззиждане по зони. Най-напред се иззиждат основите, след това пиедритите и най-накрая свода. Пиедритите с основите се иззиждат обикновено с каменна зидария, а по-рядко и с трамбован бетон. Сводовете, поради липса на добър камък и от икономически съображения, се зидат с бетонови блокове. Поради несъвършено здравия терен, през който са прорязани всички тунели и за да се предотврати падането на камъни върху линията, което би причинило дерайлиране на влака, всички тунели, в които теренът е относително здрав и не се предвижда особено налягане са облечени с 30 cm дебела зидария. В останалите тунели, в зависимост от здравината на терена, се определят дължините на зоните и дебелините на зидариите. Зоните са с дължина 2 – 8 m, а дебелината 30 – 60 cm.
| тунел № | начало и край при km  | дължина (m) | година на изграждане |
| ------- | --------------------- | ----------- | -------------------- |
| 1       | 11+430,70 – 11+452,00 | 21,30       | 1924 – 1925          |
| 2       | 11+690,50 – 11+773,90 | 83,40       | 1941                 |
| 2А      | 13+057,80 – 13+083,80 | 26,00       | 1993 – 1994          |
| 3       | 13+083,80 – 13+096,70 | 12,90       | 1924 – 1925          |
| 3А      | 13+096,70 – 13+122,80 | 26,10       | 1992                 |
| 4       | 13+122,80 – 13+147,00 | 24,20       | 1924 – 1925          |
| 4А      | 13+147,00 – 13+155,60 | 8,60        | 1992                 |
| 5       | 13+155,60 – 13+234,00 | 78,40       | 1924 – 1925          |
| А5      | 13+234,00 – 13+292,00 | 58,00       | 1990 – 1991          |
| 6       | 13+292,00 – 13+306,40 | 14,40       | 1924 – 1925          |
| 6А      | 13+306,40 – 13+360,50 | 54,10       | 1988 – 1989          |
| 7       | 13+360,50 – 13+377,80 | 17,30       | 1924 – 1925          |
| 7А      | 13+377,80 – 13+397,00 | 19,20       | 1988                 |
| 8       | 13+397,00 – 13+426,40 | 29,40       | 1924 – 1925          |
| 9       | 14+788,20 – 14+863,00 | 74,80       | 1924 – 1925          |
| 10      | 19+690,00 – 19+717,30 | 27,30       | 1924 – 1925          |
| 11      | 44+057,90 – 44+107,90 | 50,00       | 1935 – 1936          |
| 12      | 45+105,25 – 45+134,50 | 29,25       | 1935 – 1936          |
| 13      | 45+216,50 – 45+246,15 | 29,65       | 1935 – 1936          |
| 14      | 46+390,50 – 46+474,80 | 84,30       | 1935 – 1936          |
| 15      | 58+127,00 – 58+202,20 | 75,20       | 1935 – 1936          |
| 16      | 59+502,80 – 59+701,70 | 198,90      | 1935 – 1936          |
| 17      | 60+433,60 – 60+499,70 | 66,10       | 1935 – 1936          |
| 18      | 60+810,40 – 60+959,80 | 149,40      | 1935 – 1936          |
| 19      | 61+049,30 – 61+142,00 | 92,70       | 1935 – 1936          |
| 20      | 61+256,60 – 61+311,60 | 55,00       | 1935 – 1936          |
| 21      | 61+416,50 – 61+457,05 | 40,55       | 1935 – 1936          |
| 22      | 62+047,30 – 62+097,95 | 50,65       | 1935 – 1936          |
| 23      | 62+266,50 – 62+370,60 | 104,10      | 1935 – 1936          |
| 24      | 62+541,04 – 62+812,57 | 271,53      | 1935 – 1936          |
| 25      | 63+530,72 – 63+608,66 | 77,94       | 1935 – 1936          |
| 26      | 63+781,93 – 63+837,83 | 55,90       | 1935 – 1936          |
| 27      | 64+279,37 – 64+316,38 | 37,01       | 1935 – 1936          |
| 28      | 64+536,45 – 63+666,55 | 129,10      | 1935 – 1936          |
| 29      | 64+800,98 – 64+920,07 | 119,09      | 1935 – 1936          |
| 30      | 66+810,80 – 66+853,80 | 43,00       | 1935 – 1936          |
| 31      | 67+018,50 – 67+069,83 | 51,33       | 1935 – 1936          |
| 32      | 67+756,50 – 68+070,70 | 314,20      | 1935 – 1936          |
| 33      | 75+423,90 – 75+481,22 | 57,32       | 1935 – 1936          |
| 34      | 75+665,50 – 75+916,25 | 250,75      | 1936                 |
| 35      | 77+954,00 – 78+013,40 | 59,40       | 1937                 |

## Релси
В отсечките Септември – Велинград и Пазарджик – Варвара са използвани релси тип ЧБР (по името на теснолинейката Червен бряг - Оряхово, където са използвани за първи път) с тегло 19,91 kg/m. През 1940-те и 1950-те години са заменени с релси от по-тежък тип РПШ  (Роман - Плевен - Шумен) с тегло 31,2 kg/m. От края на 1990-те години се използват и релси тип Р-49.
При строежа на отсечката Велинград – Якоруда са използвани два типа релси РПШ. Неупотребени тип ЧБР (с тегло 19,91 kg/m) и стари, извадени от главните линии тип РПШ с тегло 31 kg/m. Във второстепенните коловози на гарите са положени стари релси два вида – с тегло 25,50 kg/m и тип ЦСВ (Цариброд - София - Вакарел) – 32,50 kg/m. От първия тип са положени само 4 km. Тези релси са останали от доставените в повече релси за железопътната линия Септември – Велинград и са същите, с които е положено трасето Пазарджик – Варвара. Останалият път е положен с релси тип РПШ. Със средства на Отдел изучаване и постройка на нови железопътни линии са доставени нов тип релси. Тяхното тегло е 41 kg/m. Те са дадени на отделение „Поддържане“ за построяване на главните линии, а извадените от там стари релси тип РПШ и ЦСВ са дадени за поставяне на тази линия. Релси тип ЧБР се полагат върху обикновени подложки, свързани с траверси с по три крампона. Височината на релсата е 98 mm, а дължината ѝ е 9 m. Средното тегло на линеен метър път е 47,563 kg. По дължина на една релса от 9 m са поставени 14 траверса със средно разстояние 660 mm от ос до ос на траверса. Релси тип РПШ лежат върху малки прости подложки, свързани с траверса с крампони. Височината на релсите е 126 mm, а дължината им – 9,55 m. Средното тегло на линеен метър е 77,98 kg. По дължина на една релса се поставят 14 траверса, от които 5 са свързани с по три крампона, а 9 с по два крампона. Средното разстояние между траверсите е 700 mm о ос до ос. Употребените във второстепенните коловози на гарите релси с тегло 25,50 kg са прокарани направо на траверса, а тип ЦСВ – посредством прости подложки с по два крампона. Височината на релсите от първия тип е 110 mm, дължината им е 7,63 m, тегло – 25,5 kg/m. Релсите от тип ЦСВ са с височина 115 mm, дължина 8 m и тегло 32,5 kg/m. Една част от поставените в гарите стрелки са тип ЧБР като за свързването им с други типове релси са употребени специално изработени преходни връзки, а другата част са с релси тип РПШ, изработени в работилницата на техническата секция при гара София.
При строежа са положени дъбови и букови импрегнирани траверси с размери 0,14Х0,20Х1,50 m, като в 1 km път с релси ЧБР са положени 1555 траверси, а с релси РПШ – 1466 траверси. По трасето Велинград – Якоруда за разстояние 64,567 km, заедно с второстепенните коловози, са положени 93 790 траверса, от които 12 328 букови и 81 462 дъбови.
Баластът, който е употребен, е натрошен и взет от кариерите по протежение на линията. В отсечката Велинград – Якоруда заедно с второстепенните коловози е поставен 62 400 m3 баласт. Настилката е с дебелина 35 cm.